# Лук'янов Іоанн
Лук'янов Іоанн та його твір «Хождения в Святую землю московского священника Иоанна Лукьянова: 1701—1703».

Л. (р. н. і р. с. невід.) — старообрядницький священик (див. Старообрядництво), мандрівник, чернець. Продовжувач традиції літ. школи протопопа Аввакума. Здійснив подорож до Палестини та Єгипту. Під час мандрівки побував, зокрема, в Києві і Батурині. Оприлюднив описи своїх подорожніх спостережень у «Хождениях…» (за деякими припущеннями, твір міг бути написаний у м. Москва). Серед них є описи побуту й занять українців, їхніх звичаїв, пам'яток старовини й культових споруд, окремих людей, з якими Л. зустрічався, а також усього того, що він від них почув.
Дав опис Києва в цілому та його торгової частини — Подолу — й військової — Верхнього міста — зокрема. Його приємно вразила кількість церков і монастирів у місті, особливо сподобалася Києво-Печерська лавра з її печерами, друкарнею; зацікавили живопис Успенського собору й кам'яний надгробок кн. К.Острозького.
Характеризуючи побут і звичаї киян, відзначив їхню релігійність, любов до доброчинності, торг. вдачу. Разом з тим, написав про велику кількість шинків у місті, які розоряють мешканців, про численних повій та про недостойну поведінку спудеїв Київ. академії (див. Києво-Могилянська академія), які «хуже московских солдат», «нет на них суда».
Також дав опис Фастова, де зупинявся, негативно характеризував козаків С.Палія (при цьому тональність його висловлювань була такою ж, як і оцінки С.Палія з боку рос. уряду).
Порівнюючи Батурин (тогочасну гетьман. резиденцію) з Глуховим, зауважив, що Батурин «плоше Глухова». Писав про нелюбов народу до гетьмана І.Мазепи, якого пересічні люди вважали слугою Росії, і про те, що влада гетьмана тримається нібито тільки на моск. стрільцях.
У Єрусалимі його увагу, як старообрядця, привернуло те, що місц. ченці відступилися від благочестя та правосл. обрядовості: уживають м'ясо, мають «бусурманські» звичаї, відвідують шинки, курять тютюн, голять голови.
Повертаючись до Росії тим же шляхом, він знову відвідав Київ та Ніжин.
1862 фрагмент «Хождения…» надрукував О.Лазаревський в «Черниговском листке», при цьому автором твору було названо ченця Леонтія. 1863 С.Соболевський видав у «Русском архиве» схожий твір, але під авторством Л., а також із зазначенням помилкової дати подорожі 1710–11. На думку В.Іконникова, розбіжності в питанні авторства «Хождения…» були пов'язані з тим, що одна й та сама особа іменувалася і Л., і Леонтієм — це був священик Свято-Покровської церкви в Москві Л., який згодом прийняв чернецтво під іменем старця Леонтія і мав свій скит в Бринських лісах (від р. Бринь у Калузькій губ. — бас. Десни, притоки Дніпра; саме в цих лісах у 17–18 ст. ховалися старообрядці-розкольники, іноді їх офіційно називали послідовниками Бринського толку). Не ототожнював Л. зі старцем Леонтієм Ю.Кобищанов, як про мандрівника-старообрядця поч. 18 ст. до Єрусалима та Єгипту він писав лише про Л. Моск. філологи Л.Ольшевська та С.Травкін — упорядники нового — найбільш повного й доповненого коментарями видання — «Хождений…» — дослідили три редакції цього твору й дійшли висновку, що найкоротша з відомих нині редакцій належить старцю Леонтію, а дві інші — Л. Вони вважають, що старець Леонтій був одним із духовних лідерів т. зв. Вєтковської течії (від о-ва Вєтка на р. Сож — прит. Дніпра, — де був монастир) старообрядців-поповців, а Л. (у минулому моск. священик) був вєтковським монахом і духовним братом Леонтія. На думку цих дослідників, саме Л. є автором повного і найбільш цікавого тексту «Хождений…»